# Rimbunan Hijau
Die Rimbunan Hijau Group (RH Group) ist ein multinationales Unternehmen der Holzindustrie  in Malaysia.
RH wurde 1975 von Tiong Hiew King mit Holzeinschlaglizenzen für Sarawak gegründet. Die Gesellschaft arbeitet heute in vielen Ländern bei ca. 1 Mrd. US$ Jahresumsatz. Sie hält Mehrheitsanteile an Jaya Tiasa Holdings Bhd und Subur Tiasa Holdings Bhd in Malaysia, wo sie 10.000 Mitarbeiter beschäftigt. In Papua-Neuguinea ist Rimbunan Hijau die größte Holzeinschlagsfirma und betreibt das größte Sägewerk des Landes.
Die Geschäftsfelder des Unternehmens sind:
- Holzeinschlag und Sägewerke in Indonesien, Papua-Neuguinea, Äquatorialguinea, Gabun, Vanuatu, Neuseeland, Guyana und Russland
- Tageszeitungen: Sin Chew Daily (Malaysia), The National (Papua-Neuguinea), Ming Pao Holdings Ltd. (Hong Kong), Guang Ming Ribao (chinesisch, Penang)
- Holzverarbeitung, Aufforstung, Palmöl-Plantagen, Immobilien, Banken, Versicherungen, Bodenerkundung, Fischzucht

Das Unternehmen wurde der Verletzung von Rechten indigener Völker, Korruption und Umweltzerstörung u. a. von Greenpeace beschuldigt.